# Застава Зеленортских Острва
Застава Зеленортских острва је усвојена 22. сепембра 1992. и симболише раскид преговора за унију са Гвинејом Бисау. 10 звезда представља 10 острва ове земље. Плава боја представља океан и море, црвена и бела представљају пут према изградњи нације, док боје појединачно значе бела мир, а црвена труд. 